# Cory Doctorow
Pour les articles homonymes, voir Doctorow.
Œuvres principales
- Dans la dèche au royaume enchanté
- Little Brother

Cory Doctorow, né le 17 juillet 1971 à Toronto en Ontario, est un blogueur, journaliste et auteur de science-fiction canado-britannique. Favorable à des lois sur le droit d'auteur moins contraignantes, il travaille pour l'organisation Creative Commons et milite à l'Electronic Frontier Foundation. La gestion des droits numériques, le pair-à-pair et la gratuité sont des thèmes récurrents de son œuvre. Il est coauteur du blog Boing Boing et a été classé parmi les personnalités les plus influentes du web par le magazine Forbes.

## Biographie
Cory Doctorow est né à Toronto en Ontario au Canada de parents enseignants trotskistes et il a grandi dans une famille d'activistes juifs de gauche.
Son père est né dans un camp de réfugiés en Azerbaïdjan et encore enfant Cory Doctorow sera impliqué dans le mouvement de désarmement nucléaire et dans les campagnes de Greenpeace. Il reçoit une  éducation libertaire et son diplôme de fin d'études secondaires de l’école alternative SEED Alternative School de Toronto. Il commence des études supérieures et les abandonne avant d'obtenir un diplôme.
En juin 1999, il fonde avec John Henson et Grad Conn la société de logiciel libre et pair-à-pair Opencola. La société est revendue en 2003 à Open Text Corporation située à Waterloo en Ontario.
Il déménage pour Londres et travaille pendant quatre ans comme coordinateur des affaires européennes de l'Electronic Frontier Foundation et aide à mettre en place le Open Rights Group. Il quitte en janvier 2006 pour écrire à temps plein.
Cory Doctorow s'est marié à Alice Taylor le dimanche 26 octobre 2008. Ils ont une fille née en 2008 et appelée Poesy Emmeline Fibonacci Nautilus Taylor Doctorow.

## Opinions
Doctorow estime que les lois sur le droit d'auteur devraient être libéralisées pour permettre le partage gratuit de tous les médias numériques. Il soutient que les détenteurs de droits d'auteur devraient avoir le monopole de la vente de leurs propres médias numériques et que les lois sur le droit d'auteur ne devraient être appliquées que si quelqu'un tente de vendre un produit protégé par le droit d'auteur de quelqu'un d'autre.
En critiquant le déclin de l'utilité des plateformes en ligne, Doctorow a inventé le néologisme « merdification » (enshittification en anglais), qu'il définit comme la dégradation d'une plateforme en ligne causée par l'avidité,.

## Polémiques
En janvier 2007 Cory Doctorow est critiqué pour avoir appelé à détruire l'œuvre Cloud Gate de Anish Kapoor située à Chicago, à cause du système de paiement mis en place pour tout professionnel voulant faire des photos ou vidéos de l'œuvre.

## Œuvres
Cory Doctorow commença à diffuser ses écrits à l'âge de dix-sept ans.
Il publie ses écrits par les circuits conventionnels et propose aussi tous ses écrits sous licence Creative Commons sur son site. Ainsi il a édité son roman à grand succès Little Brother en 2008 sous licence Creative Commons.
Il est considéré comme l'une des figures de la culture cyberpunk.

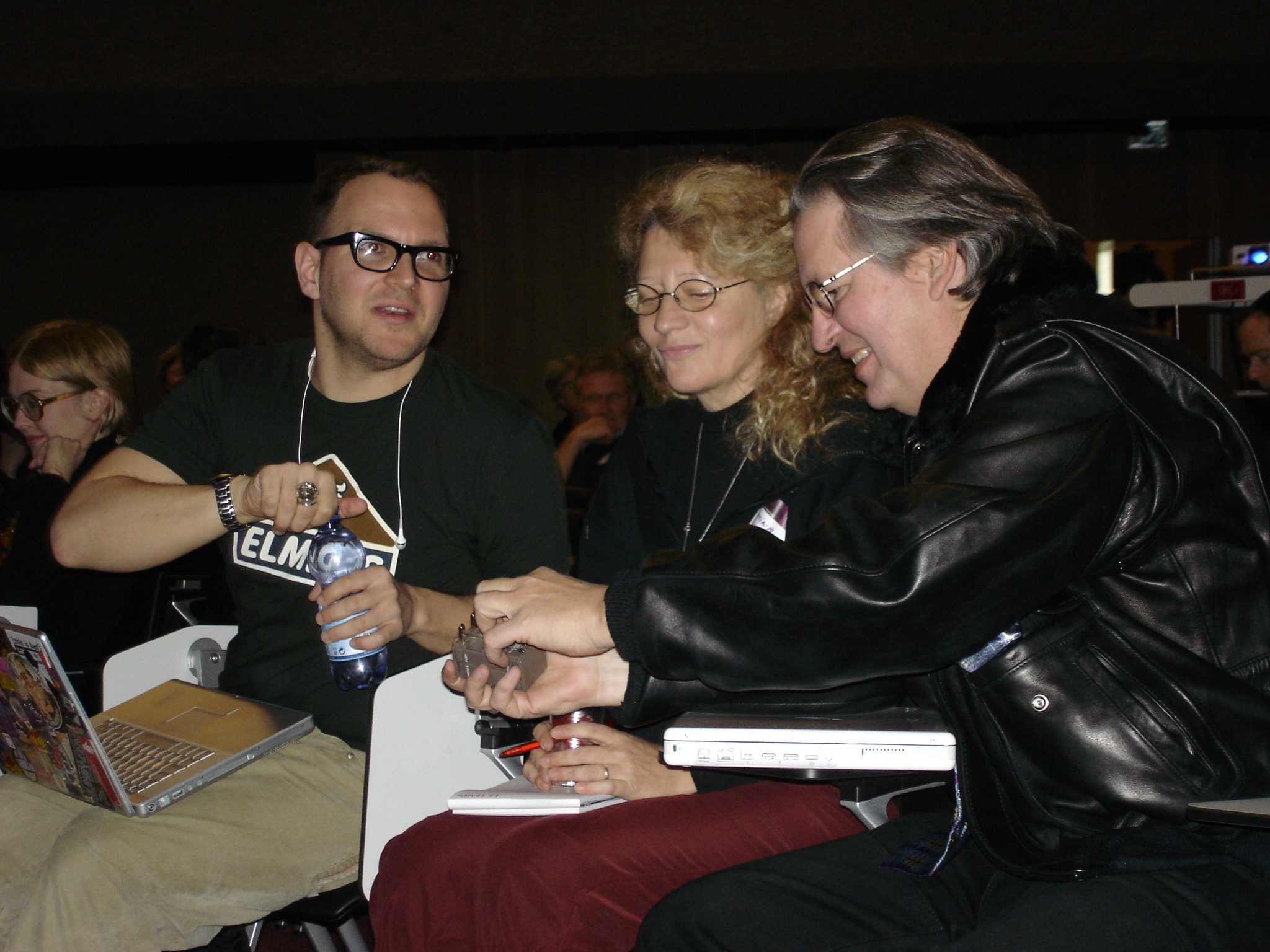
Doctorow (à gauche) photographié lors de la Lift Conference de 2006 avec son amie Jasmina Tešanović (au centre) contributrice à Boing Boing et Bruce Sterling auteur cyberpunk.

### SérieLittle Brother
1. Little Brother, Pocket Jeunesse, 2012 ((en) Little Brother, Tor Books/Licence Creative Commons, 2008), trad. Guillaume FournierNommé pour le prix Hugo du meilleur roman 2009[17] - Il est à noter que Pocket Jeunesse édite une version numérique de Little Brother contenant des DRM, ce qui entre en contradiction avec la licence originale du texte.
2. (en) Homeland, Tor Books/Licence Creative Commons, 2013
3. (en) Attack Surface, Tor Books, 2020

### SérieMartin Hench
1. (en) Red Team Blues, Tor Books, 2023
2. (en) The Bezzle, Tor Books, 2024

### Romans indépendants
- Dans la dèche au royaume enchanté, Gallimard, coll. « Folio SF » no 308, 2008 ((en) Down and Out in the Magic Kingdom, 2003), trad. Gilles GoulletPrix Locus du meilleur premier roman 2003
- (en) Eastern Standard Tribe, Tor Books/Licence Creative Commons, 2004
- (en) Someone Comes to Town, Someone Leaves Town, 2005
- (en) Makers, Tor Books/Licence Creative Commons, 2009
- (en) For The Win, Harper Voyager/Licence Creative Commons, 2010
- (en) The Rapture of the Nerds, 2012Écrit avec Charles Stross.
- (en) Pirate Cinema, Tor Books/Licence Creative Commons, 2012
- Le Grand Abandon, Bragelonne, 2021 ((en) Walkaway, Tor Books, 2017)
- (en) Radicalized, Tor Books, 2019
- (en) The Lost Cause, Tor Books, 2023

### Recueils de nouvelles

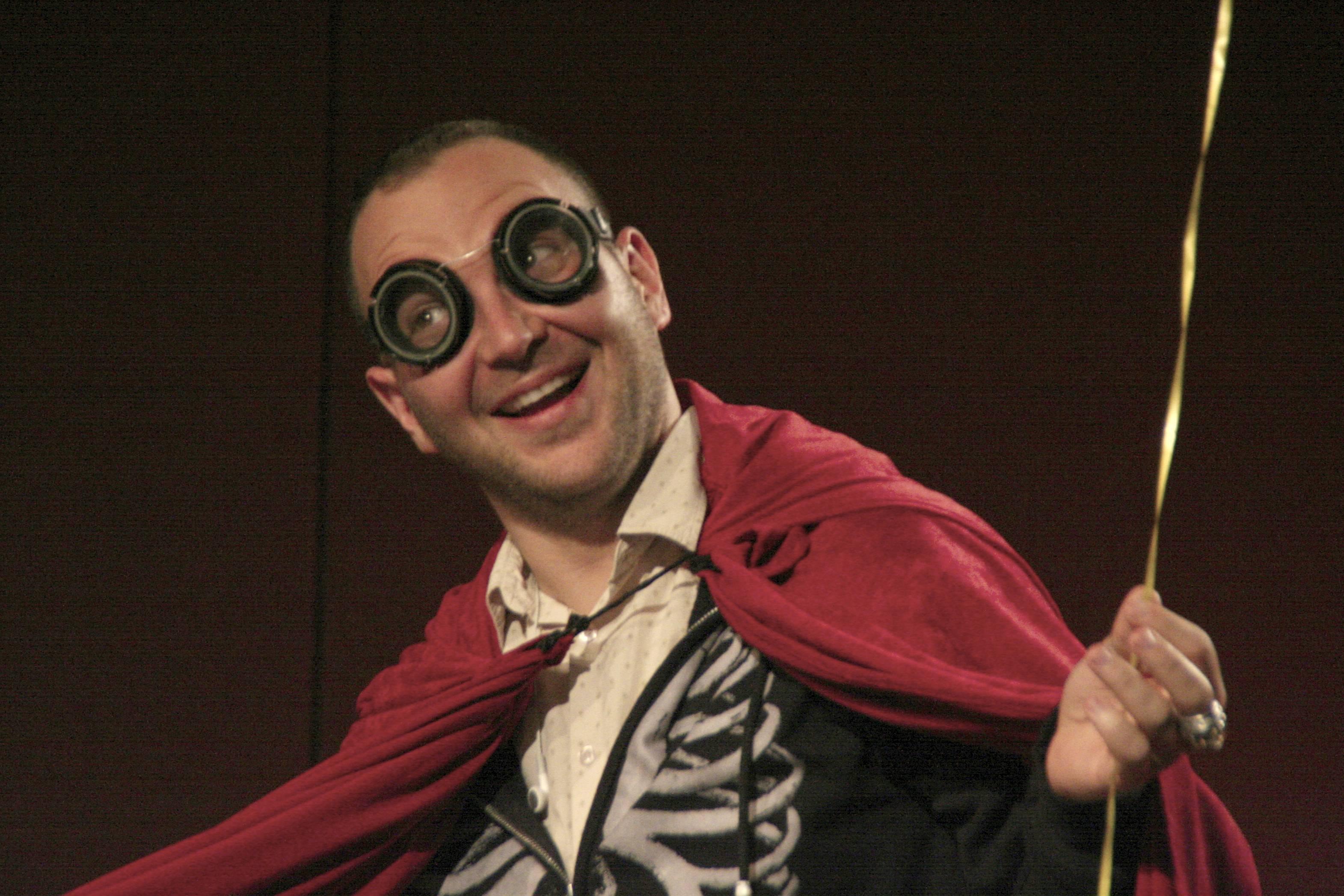
Cory Doctorow

- (en) A Place So Foreign and Eight More, 2003
- (en) Overclocked: Stories of the Future Present, Thunder's Mouth Press, 2007
- (en) With a Little Help, 2009

### Nouvelles
- (en) 0wnz0red, 2002
- (en) Truncat, 2002Presque une suite de Dans la dèche au royaume enchanté
- L'Arrière-cour des sauteurs dimensionnels, 2003 ((en) Nimby and the Dimension Hoppers, 2003)
- Les Robots, 2012 ((en) I, Robot, 2005)Prix Locus de la meilleure nouvelle longue 2006
- (en) I, Row-Boat, 2006
- (en) When Sysadmins Ruled the Earth, 2006Prix Locus de la meilleure nouvelle longue 2007
- EnGooglés[18] ((en) Scroogled, 2007)
- L'Argent des autres, 2010 ((en) Other People's Money, 2007)
- Débranché, 2017 ((en) Unwirer, 2004)Écrit avec Charles Stross.
- (en) After the Siege, 2007Prix Locus du meilleur roman court 2008
- (en) True Names, 2008Écrit avec Benjamin Rosenbaum (en). Publiée dans Fast Forward 2, édité par Lou Anders* (en) Chicken Little, 2009Publiée dans l'anthologie Gateways, éditée par Elizabeth Anne Hull
- (en) There's a Great Big Beautiful Tomorrow / Now is the Best Time of Your Life[5], 2010
- (en) The Man Who Sold the Moon, 2014Publiée dans Prix Theodore-Sturgeon 2015

### Romans graphiques
- IRL - Dans la vraie vie, Akileos, 2015 ((en) In Real Life, 2014)Illustré par Jen Wang

### Autres
- De beaux et grands lendemains, Goater, 2018 ((en) The Great Big Beautiful Tomorrow plus ..., 2011), trad. Antoine Mottier, 128 p.  (ISBN 978-2918647119)Contient le roman court homonyme suivi notamment d'une conférence célèbre de Corry Doctorow Créativité versus copyright
- (en) Information Doesn't Want to Be Free: Laws for the Internet Age, McSweeney's, 2014
- (en) Chokepoint Capitalism, Beacon Press, 2022  (ISBN 978-080700706-8)avec Rebecca Giblin
- Le rapt d'Internet, C&F éditions, 2025 ((en) The Internet Con: How to Seize the Means of Computation, 2023)  (ISBN 978-2-37662-092-1)

## Prix et récompenses
En 2009, Little Brother est nommé pour le prix Hugo du meilleur roman et gagne le prix Prometheus, le prix Sunburst et le prix John-Wood-Campbell Memorial. En 2013, Pirate Cinema gagne le prix Prometheus.
- 2000 : prix Astounding du meilleur nouvel écrivain[23]
- 2004 : prix Locus du meilleur premier roman pour Dans la dèche au royaume enchanté
- 2004 : prix Sunburst pour A Place So Foreign and Eight More
- 2007 : prix des pionniers de la Electronic Frontier Foundation[24]
- 2009 : prix John-Wood-Campbell Memorial pour Little Brother
- 2009 : prix Prometheus pour Little Brother
- 2009 : prix Sunburst pour Little Brother
- 2009 : prix White Pine[25] pour Little Brother
- 2013 : prix Prometheus pour Pirate Cinema
- 2014 : prix Prometheus pour Homeland
- 2015 : prix Theodore-Sturgeon pour The Man Who Sold the Moon
- 2018 : prix Inkpot, pour l'ensemble de son œuvre